# Divas & dive
Divas & dive drugi je live album hrvatske ženske pop grupe Divas, objavljen 2005. godine u izdanju diskografske kuće Menart. Album je snimljen na oproštajnom koncertu grupe u dvorani Vatroslav Lisinski krajem 2004. godine. Na albumu se nalaze najveći hitovi grupe: "Sexy cool", "Da ili ne", Tvoja jedina" i druge, kao i pjesme gostiju s koncerta Radojke Ševerko, Josipe Lisac, Gabi Novak, Meri Cetinić i Olivera Dragojevića. Posljednja pjesama na albumu je obrada hita Elvisa Presleyja "Always on my mind".

## Popis pjesama
| Br. | Skladba                                        | Trajanje |
| --- | ---------------------------------------------- | -------- |
| 1.  | »Tvoja jedina«                                 | 04:44    |
| 2.  | »Da ili ne«                                    | 04:03    |
| 3.  | »Za mene je sreća (duet Gabi Novak)«           | 04:05    |
| 4.  | »Vezani smo (duet Gabi Novak)«                 | 04:36    |
| 5.  | »Samo tuga ostaje (duet Meri Cetinić)«         | 04:59    |
| 6.  | »Više nisi tu (duet Meri Cetinić)«             | 05:06    |
| 7.  | »Moja jube (duet Oliver Dragojević)«           | 04:41    |
| 8.  | »To nismo mi (duet Oliver Dragojević)«         | 05:20    |
| 9.  | »More i ti (duet Radojka Šverko)«              | 04:59    |
| 10. | »Oprosti mi (duet Radojka Šverko)«             | 05:13    |
| 11. | »S tobom pristajem na sve (duet Josipa Lisac)« | 04:01    |
| 12. | »Danas sam luda (duet Josipa Lisac)«           | 04:55    |
| 13. | »Sexy cool«                                    | 05:44    |
| 14. | »Always on my mind«                            | 04:23    |